# Flaggendrongo
Der Flaggendrongo (Dicrurus paradiseus) ist ein südostasiatischer Singvogel.

## Merkmale
Von den 63 cm der Körperlänge entfallen alleine 35 cm auf den langen, gegabelten Schwanz, dessen verlängerte Außenfedern einen langen, drahtartigen Federkiel mit einer breiten Fahne am Ende, der Flagge, haben. Das dunkle Gefieder schimmert blaugrün. Ein anderes Kennzeichen ist die lockere, nach hinten gebogene Kopfhaube.

Der Ruf des Flaggendrongos klingt metallisch, der Gesang enthält melodische, pfeifende Töne, sowie Nachahmungen anderer Vögel.
Der auf Sri Lanka lebenden Unterart Dicrurus p. ceylonicus fehlen die verlängerten Schwanzfedern.

## Vorkommen
Das Verbreitungsgebiet des Flaggendrongos erstreckt sich von Indien ostwärts über den Himalaja bis nach Südchina und südwärts bis auf die Inseln Borneo, Java und Bali.
Er lebt hauptsächlich in Regenwäldern und Bambuswäldern.

## Verhalten
Der Flaggendrongo ernährt sich vorwiegend von Insekten. Diese sucht er im Blätterwerk oder fängt sie im Flug. Er schließt sich oft Gruppen mit anderen insektenjagenden Vögeln an, um gemeinsam Insekten aus dem Pflanzenwuchs aufzuscheuchen und sie so leichter erbeuten zu können.
Der Flaggendrongo gilt als aggressiv und furchtlos und greift auch größere Vögel an, wenn diese seine Brut bedrohen.
Auf den Nikobaren kooperieren Flaggendrongos mit Habichten und Nikobaren-Spitzhörnchen bei der Nahrungssuche.

## Fortpflanzung
Das schalenförmige Nest wird in der Astgabel eines hohen Baums aus pflanzlichem Material gebaut und mit Spinnweben verklebt. Das Gelege besteht aus drei bis vier Eiern.

## Unterarten
Bisher sind dreizehn Unterarten bekannt:
- Dicrurus paradiseus grandis (Gould, 1836) ist im Norden Indiens über das westliche und nördliche Myanmar, sowie dem südlichen Teil Chinas bis ins nördliche Indochina vor.
- Dicrurus paradiseus rangoonensis (Gould, 1836) kommt im zentralen Indien über Bangladesch, das zentrale Myanmar und das nördliche Thailand bis ins zentrale Indochina vor.
- Dicrurus paradiseus paradiseus (Linnaeus, 1766) kommt im Süden Indiens bis in den Süden Thailands, den Norden der Malaiischen Halbinsel und den Süden Indochinas vor.
- Dicrurus paradiseus johni (Hartert, E 1902) kommt auf Hainan vor.
- Dicrurus paradiseus ceylonicus Vaurie, 1949 ist auf Sri Lanka verbreitet.
- Dicrurus paradiseus otiosus (Richmond, 1902) kommt auf den Andamanen vor.
- Dicrurus paradiseus nicobariensis (Baker, ECS, 1918) ist auf den Nikobaren verbreitet.
- Dicrurus paradiseus hypoballus (Oberholser, 1926) kommt im zentralen Teil der Malaiischen Halbinsel vor.
- Dicrurus paradiseus platurus Vieillot, 1817 kommt im Süden der Malaiischen Halbinsel, auf Sumatra und die angrenzenden Inseln vor.
- Dicrurus paradiseus microlophus (Oberholser, 1917) ist auf den Inseln im Südchinesischen Meer verbreitet.
- Dicrurus paradiseus brachyphorus (Bonaparte, 1850) ist auf Borneo verbreitet.
- Dicrurus paradiseus banguey (Chasen & Kloss, 1929) kommt auf den Inseln nördlich von Borneo vor.
- Dicrurus paradiseus formosus (Cabanis, 1851) kommt auf Java vor.